# Anna Herbich-Zychowicz
Anna Maria Herbich-Zychowicz (ur. 20 czerwca 1986 w Warszawie) – polska dziennikarka i reportażystka. Autorka książek o kobiecych doświadczeniach w najnowszej historii Polski. 

## Życiorys
Absolwentka Instytutu Anglistyki Uniwersytetu Warszawskiego (2010). 
W latach 2010–2012 pracowała w „Rzeczpospolitej” i „Uważam Rze”. Od 2013 do 2015 roku była dziennikarką tygodnika „Do Rzeczy”. Wydana w 2014 książka Dziewczyny z Powstania sprzedała się w ponad 50 tys. egzemplarzy (dane z czerwca 2015). W 2017 roku za książkę Dziewczyny z Solidarności została finalistką Nagrody „Newsweeka” im. Teresy Torańskiej w kategorii literatura faktu.
Zasiada w zarządzie fundacji Rodacy’37, zajmującej się upamiętnianiem ofiar operacji polskiej NKWD (1937-1938).  
Jej mężem jest historyk i publicysta Piotr Zychowicz.

## Wybrane publikacje
W dorobku publikacyjnym A. Herbich znajdują się m.in. książki:
- Dziewczyny z Powstania, Kraków: Znak, 2014.
- Dziewczyny z Syberii, Kraków: Znak, 2015.
- Dziewczyny z Solidarności, Kraków: Znak, 2016[2].
- Dziewczyny z Wołynia, Kraków: Znak, 2018.
- Dziewczyny Sprawiedliwe. Polki, które ratowały Żydów, Kraków: Znak, 2019.
- Dziewczyny Ocalałe. Kobiety, które przetrwały Holocaust, Kraków: Znak, 2019